# لیک سیتی (کارولینای جنوبی)
لیک سیتی(به انگلیسی: Lake City) شهری در ایالت کارولینای جنوبی کشور ایالات متحده آمریکا است که جمعیت آن در سرشماری سال ۲۰۱۰ میلادی، ۶٬۶۷۵ نفر بوده‌است.

## افراد سرشناس
- رونالد مک‌نیر، فضانورد ناسا و فیزیکدان، متولد ۱۹۵۰ در لیک سیتی، کارولینای جنوبی.